# Adenanthos macropodianus
Adenanthos macropodianus är en tvåhjärtbladig växtart som beskrevs av Ernest Charles Nelson. Adenanthos macropodianus ingår i släktet Adenanthos och familjen Proteaceae. Inga underarter finns listade i Catalogue of Life.